# Rádio Nacional Chuváchia
A Rádio Nacional Chuváchia (em Russo: Национальное радио Чувашии, em Tchuvache: Чӑваш наци радиовĕ, é uma rede de emissoras de rádio da República de Chuváchia, no centro da Rússia.

## História
A emissora foi fundada em 25 de abril de 2009 e é a segunda da República de Chuváchia, a primeira em nível telemático. Sua sede fica na cidade de Cheboksary, capital da República de Chuváchia, e a atual diretora é Tatjana Jevdokimova.